# Ligue de Josutu
 (octobre 2015).
Si vous disposez d'ouvrages ou d'articles de référence ou si vous connaissez des sites web de qualité traitant du thème abordé ici, merci de compléter l'article en donnant les références utiles à sa vérifiabilité et en les liant à la section « Notes et références ».

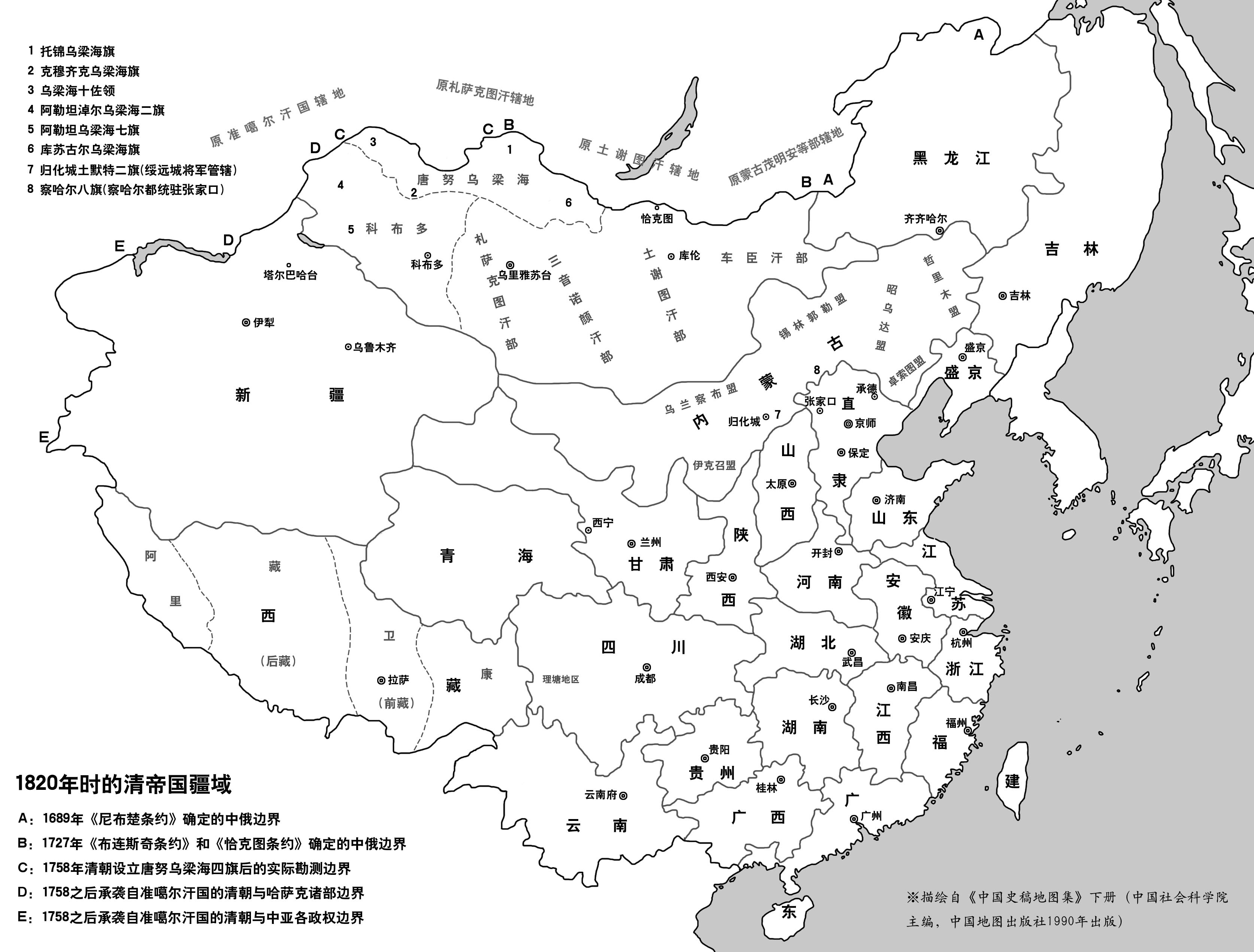
卓索图盟 sur la carte de la dynastie Qing de 1820

La ligue de Josutu (Mongol : ᠵᠣᠰᠤᠲᠤ
ᠠᠶᠢᠮᠠᠭ Josutu aimag, ou mongol : ᠵᠣᠰᠤᠲᠤ ᠶᠢᠨ
ᠴᠢᠭᠤᠯᠭᠠᠨ, translittération VPMC : ǰosutu-yin čiɣulɣan, chinois : 卓索图盟 ; pinyin : zhuósuǒtúméng) est une des ligues (ou aimag), divisions administratives créées par la Dynastie Qing, mandchoue, lors de sa période de l'administration de l'Empire chinois, et qui fut démantelée à la chute de celle-ci, le 10 octobre 1911.
Elle correspond aujourd'hui à l'ouest de la province du Liaoning (villes-préfectures de Fuxin et Chaoyang), la ville-préfecture de Chifeng en Mongolie-Intérieure dans la région autonome de Mongolie-Intérieure, et au Nord de la province du Hebei.